# سرخس حرشفي أجرد
سرخس حرشفي أجرد (الاسم العلمي: Polypodium steirolepis) هو نوع نباتي يتبع جنس السرخس من فصيلة السرخسية.